# Кайрпре Луахара
Кайрпре Луахара (др.‑ирл. Cairpre Luachra; V век) — первый правитель Иармуму (Западного Мунстера) (середина V века) из рода Эоганахтов.

## Биография
Согласно немногочисленным сведениям исторических источников, Кайрпре Луахара был сыном Коналла Корка, первого правителя всего Мунстера. Его отец, оклеветанный женой своего приёмного отца, верховного короля Ирландии Кримтанна мак Фидайга, был отправлен в Британию, где по просьбе Кримтанна его должен был казнить король пиктов Фередах. Однако, чудесным образом избежав гибели, он не только был с почётом принят пиктами, но и женился на королевской дочери Монгфинг. Ребёнком, родившимся от этого союза, и был Кайрпре. В связи с этим он также упоминается в исторических источниках с прозвищем «Пиктик» (др.‑ирл. Cruithneachán). Вероятно, в рассказах о приключениях Коналла Корка в Британии сохранились воспоминания скоттов об их набегах на эти земли в IV—V веках. Позднее отец Кайрпре овладел властью над Мунстером, сделав своей резиденцией холм Кашел.
Достигнув совершеннолетия, Кайрпре Луахара приплыл с несколькими сторонниками из Британии в Ирландию, чтобы добиться от Коналла Корка права на наследование. Однако в ссоре он убил одного из королевских приближённых, за что был проклят своим отцом и изгнан в западные области Мунстера, где позднее возникло суб-королевство Иармуму. Кайрпре стал первым наместником этих земель, управлявшим ими от имени короля Кашела. Предания связывают с Кайрпре название гор Слиаб Луахара, отделяющих земли Иармуму от остального Мунстера.
Кайрпре Луахара считается предком правителей септа Лох-Лейнских Эоганахтов, выходцев из правившего в Мунстере рода Эоганахтов. В честь своего родоначальника эту ветвь также называют Уи Кайпре Луахара. Потомками Кайрпре были несколько мунстерских королей. К Кайрпре возводили свои родословные и некоторые знатные шотландские семьи, в том числе, Стюарты.
Дата смерти Кайрпре Луахары неизвестна. Несмотря на то, что он правил в западных областях Мунстера, Кайрпре был похоронен в селении Фемен, расположенном неподалёку от Кашела. С согласия Коналла Корка после смерти Кайрпре власть над Иармуму перешла к его сыну Мане (или Майтне), а от того — к его внуку Дауи Иарлате.